# Seufzerallee

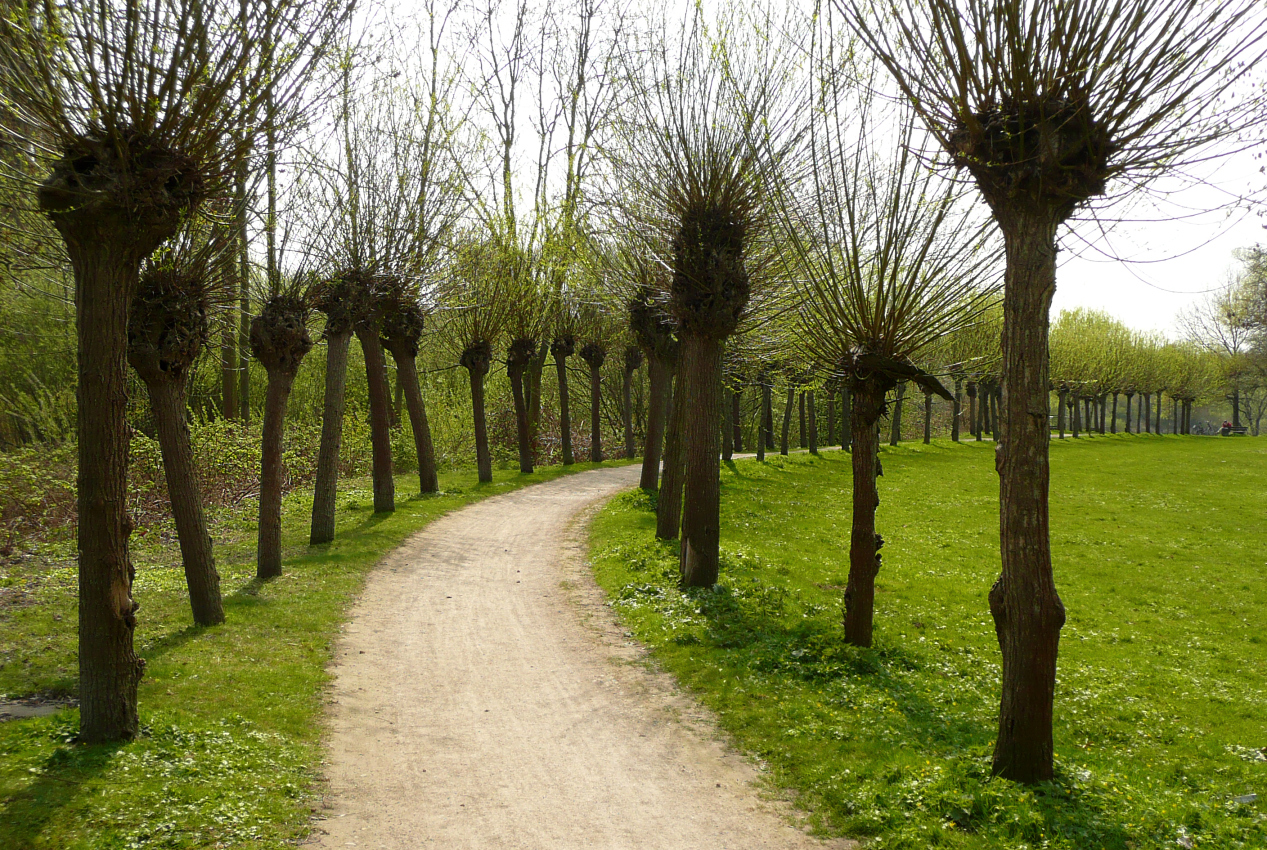
Seufzerallee im Frühjahr

Die Seufzerallee in Hannover ist ein jahrhundertealter Spazier-Weg an der Westseite der Leine. Die knapp einen Kilometer lange, mit Kopfweiden bestandene Allee führt heute vom Arthur-Menge-Ufer bis zur Papageienbrücke und weiter bis zum Schnellen Graben.

## Geschichte

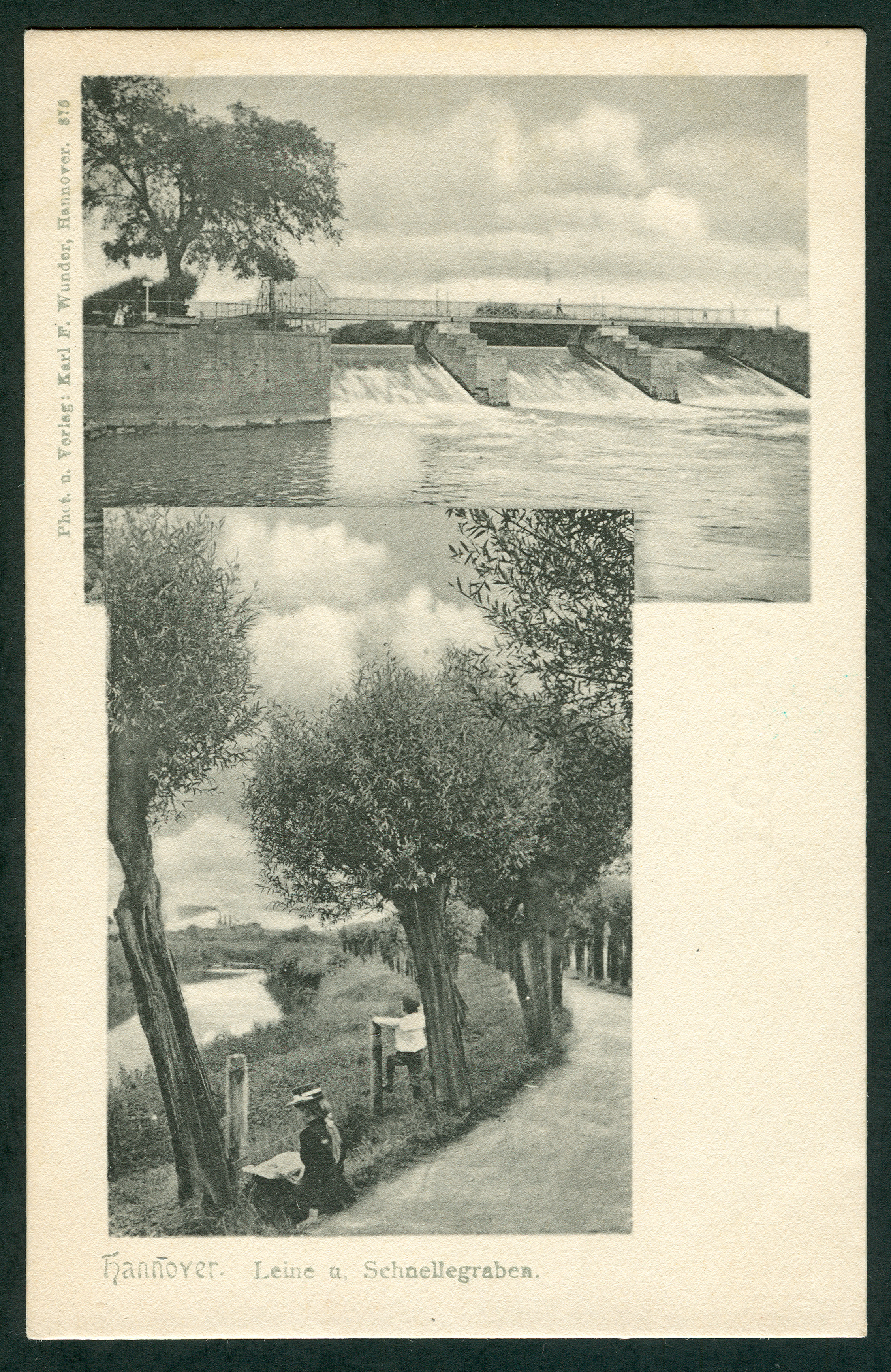
Historischer Blick auf den Schneller Graben und die Seufzerallee
Ansichtskarte 875 von Karl F. Wunder, um 1898

Die Seufzerallee begann ursprünglich vor dem historischen Ortsausgang und wurde „wahrscheinlich angelegt“ auf einem parallel zur Leine beidseitig angelegten Deich, der dann mit Kopfweiden befestigt wurde. Die Allee entwickelte sich erst seit dem letzten Drittel des 18. Jahrhunderts zu einem beliebten Spazierweg, der im Volksmund Seufzerallee genannt wurde. Ungeklärt ist, ob der Name die Seufzer lustwandelnder Liebespaare meinte oder diejenigen der zum Sprung ins Wasser entschlossenen Lebensmüden.
Erst 1957 wurde der Bezeichnung Seufzerallee durch Beschluss des Stadtrates offiziell übernommen.
In jüngerer Zeit wurde auf dem Schützenhausweg zur Verlängerung der Allee eine Pflanzung mit jungen Kopfweiden angelegt.